# خالد الناصري
خالد الناصري (1946 - 5 أبريل 2023)، هو سياسي ومحام مغربي، شغل منصب وزير الاتصال في الحكومة المغربية.

## سيرته الذاتية
وُلد في الخامس من مارس 1946 في الدار البيضاء. شغل منصب وزير الاتصال، والناطق باسم الحكومة المغربية 2007 -2012. حصل الناصري على الإجازة في الحقوق من كلية العلوم القانونية والاجتماعية والسياسية بالدار البيضاء سنة 1969 ثم على شهادة الدراسات العليا في العلوم السياسية من كلية الحقوق في جامعة محمد الخامس في الرباط سنة 1970.
التحق بمهنة المحاماة في بداية السبعينيات، حيث كان مسجلا بنقابة المحامين بالدار البيضاء. توقف عن ممارسة هذه المهنة سنة 1974 حيث استأنف دراساته العليا بالعاصمة الفرنسية وحصل في (جامعة باريس ة ة) على دبلوم الدراسات العليا في القانون العام سنة 1975، ثم التحق سنة 1976 بسلك التدريس بكلية الحقوق التابعة لجامعة الحسن الثاني بالدار البيضاء.
وفي سنة 1984، حصل خالد الناصري على دكتوراة الدولة في القانون العام من (جامعة باريس ة ة) بميزة حسن جدا ثم استأنف ممارسة مهنة المحاماة من سنة 1986 إلى سنة 1996.
وساهم في تأسيس المنظمة المغربية لحقوق الإنسان سنة 1988 وتحمل مسؤولية رئاستها ما بين 1990-1991.
وقد التحق الناصري بحزب التقدم والاشتراكية سنة 1968 وانتخب عضوا باللجنة المركزية سنة 1975 وبديوانه السياسي سنة 1995.
وشغل الناصري منصب مدير المعهد العالي للإدارة بالرباط منذ سنة 1996، حيث عينه في هذا المنصب الملك الحسن الثاني. وله رتبة أستاذ التعليم العالي حيث يدرس القانون العام والعلوم السياسية بجامعات المغرب والمدرسة الوطنية للإدارة.
وانتخب الناصري في مارس 2000 رئيساً للجنة العربية الدائمة لحقوق الإنسان التابعة للجامعة العربية إلى غاية 2006.
له مؤلفات وكتب ودراسات ومقالات علمية في مجالي القانون العام والعلوم السياسية.

### استغلال نفوذ
نسبة إلى رشيد نيني مدير جريدة جريدة المساء المغربية، تدخل خالد الناصري في 21 مايو عام 2010، من أجل إطلاق سراح ابنه، الذي كان قد ألقي عليه القبض من طرف رجل شرطة، بعد أن ضرب طبيبا بسكين أو ما يشبه ذلك، بعد حادثة سير وقعت بينه وبين هذا الطبيب أمام البرلمان في الرباط.
ولكن، لم يستطع أي شاهد عيان إثبات وجود سكين أو ما يشبه ذلك، فاستقر الجدال، خصوصا على شبكة الإنترنت حيث خلقت مجموعة من مستعملي فيسبوك، تطالب باستقالة الوزير، الذي صرح بأنه كان يريد تسليم ابنه إلى الأمن الوطني بوسائله الخاصة.

## وفاته
توفي يوم الأربعاء 5 أبريل 2023 بمستشفى الشيخ زايد في مدينة الرباط، بعد معاناة مع المرض.